# Orljani
Orljani so nekdanje naselje v mestu Bihać, Bosna in Hercegovina. Od leta 1991 so del naselja Bihać.  

## Prebivalstvo
| Pregled števila prebivalcev po letih | Pregled števila prebivalcev po letih | Pregled števila prebivalcev po letih | Pregled števila prebivalcev po letih | Pregled števila prebivalcev po letih |
| ------------------------------------ | ------------------------------------ | ------------------------------------ | ------------------------------------ | ------------------------------------ |
| 1948                                 | 1953                                 | 1961                                 | 1971                                 | 1981                                 |
| -                                    | -                                    | -                                    | 464                                  | 536                                  |

| Narodna sestava prebivalstva po letih                                                                                      | Narodna sestava prebivalstva po letih                                                                                        | Narodna sestava prebivalstva po letih |
| --- | --- | ------------------------------------- |
| 1971 | 1981 |                                       |
| . skupaj: 464 Muslimani 455 (98,06 %) Hrvati 1 (0,21 %) Srbi 0 (0,00 %) Jugoslovani 6 (1,29 %) drugi in neznano 2 (0,43 %) | . skupaj: 536 Muslimani 465 (86,75 %) Hrvati 0 (0,00 %) Srbi 0 (0,00 %) Jugoslovani 70 (13,05 %) drugi in neznano 1 (0,18 %) |                                       |